# Fortune (Insel)
Fortune ist eine Insel der Provinz Batangas in den Philippinen. Sie liegt vor der Küste der Insel Luzon, ca. 14 Kilometer westlich der Gemeinde Nasugbu, am Übergang der Isla-Verde-Straße in die Bucht von Manila. Die Insel befindet sich in Privatbesitz; seit 1995 wird dort der Fortune Island Resort Club betrieben.
Die Insel Fortune ist vor allem unter Sporttauchern bekannt, da zahlreiche Schiffswracks vor seiner Küste liegen. Das bekannteste von ihnen ist das der spanischen Galeone San Diego, die am 12. Dezember 1600 durch holländische Kaperfahrer versenkt wurde. Die Ladung der San Diego wurde nach fast 400 Jahren gehoben; Teile davon befinden sich als ständige Ausstellung im Nationalmuseum der Philippinen in Manila.
Andere Schiffswracks sind das der 1995 gesunkenen MV Kimelody Cristy und das der 1998 gesunkenen Princess of the Orient der Sulpicio Lines.